# Václav Sika
Václav Sika (* 19. dubna 1955 v Domažlicích) je český malíř a galerista. Dvacet jedna let vedl Galerii bratří Špillarů v Domažlicích, kde uspořádal celkem sto dvacet výstav výtvarného  umění.  Vedle  českých  výtvarníků  představoval i bavorské umělce. Od roku 1993 je členem Unie výtvarných umělců Plzeň, stal se členem Klubu konkretistů České republiky. Je také členem Asociace jihočeských výtvarníků. Věnuje se malbě, kresbě, počítačové grafice, tvorbě objektů. Ilustroval tři knihy spisovatelky Marie Rivai. V roce 2015 vydal životopisnou knihu Vzpomínky, v roce 2022 připravil druhý  díl.  
Václav Sika se zabývá systematicky konkrétním uměním, ornamentem, také hyperrealistickou malbou portrétů, krajin, detailů rostlin, ptáků, brouků a starých motocyklů. Souběžně zpracovává dřevěné reliéfy i objekty – asambláže, které koloruje, doplňuje dřevěnými korálky, vinutými perlemi i různými dřevěnými segmenty. Od roku 1990 uspořádal autor více než šedesát samostatných výstav v České republice, SRN, Holandsku, Japonsku a USA. Podílel se také na přibližně padesáti společných výstavách v Rakousku, SRN, ČR. Účastnil se mezinárodních výtvarných sympozií v České republice a SRN.   
V roce 2008 získal stipendium v Künstelrhaus Schwandorf.   

## Dílo

### Zastoupení ve sbírkách
Západočeská galerie v Plzni   
Moravská galerie v Brně   
Galerie umění Karlovy Vary  
Artotéka města Plzně   
Galerie Klatovy/Klenová   
Galerie výtvarných umění Hodonín   
Městská galerie Vodňany   
Galerie bratří Špillarů v Domažlicích  
Centrum umění Kvilda  
Ministerstvo zahraničí ČR – jeho obrazy jsou umístěny v prostorách velvyslanectví ČR v Rumunsku, Tokiu v Japonsku a soukromých sbírkách převážně v ČR a SRN.  

### Realizace
Zasedací síň Českého rybářského svazu v Plzni  s Ing. arch.  Hyskovou 
Kancelář zástupce starosty – radnice  v Domažlicích  
Kancelář firmy EKOOL, Kout na Šumavě, s Ing. arch. V. Vojtovou 
Společenská síň Domova pro seniory v Domažlicích – aradecor.   

## Literární díla
- Vzpomínky, vyd. vlastním nákladem, Domažlice 2015
- Vzpomínky 2, vyd. za finanční podpory města Kdyně, Kdyně 2022